# Кулспрінг Тауншип (округ Мерсер, Пенсільванія)
Кулспрінг Тауншип (англ. Coolspring Township) — селище (англ. township) в США, в окрузі Мерсер штату Пенсільванія. Населення — 2107 осіб (2020).

## Демографія
Згідно з переписом 2010 року, у селищі мешкало 2278 осіб у 923 домогосподарствах у складі 640 родин. Було 1078 помешкань
Расовий склад населення:
| - 98,2 % — білих - 0,5 % — азіатів - 0,3 % — чорних або афроамериканців |

До двох чи більше рас належало 1,0 %. Частка іспаномовних становила 0,5 % від усіх жителів.
За віковим діапазоном населення розподілялося таким чином: 19,2 % — особи молодші 18 років, 57,7 % — особи у віці 18—64 років, 23,1 % — особи у віці 65 років та старші. Медіана віку мешканця становила 48,2 року. На 100 осіб жіночої статі у селищі припадало 91,3 чоловіків;  на 100 жінок у віці від 18 років та старших — 85,0 чоловіків також старших 18 років.
Середній дохід на одне домашнє господарство  становив 73 856 доларів США (медіана — 48 398), а середній дохід на одну сім'ю — 90 220 доларів (медіана — 63 095). Медіана доходів становила 49 423 долари для чоловіків та 34 857 доларів для жінок. За межею бідності перебувало 8,9 % осіб, у тому числі 12,8 % дітей у віці до 18 років та 2,4 % осіб у віці 65 років та старших.
Цивільне працевлаштоване населення становило 845 осіб. Основні галузі зайнятості: освіта, охорона здоров'я та соціальна допомога — 18,1 %, роздрібна торгівля — 16,8 %, виробництво — 16,4 %.